# Rio Irauádi

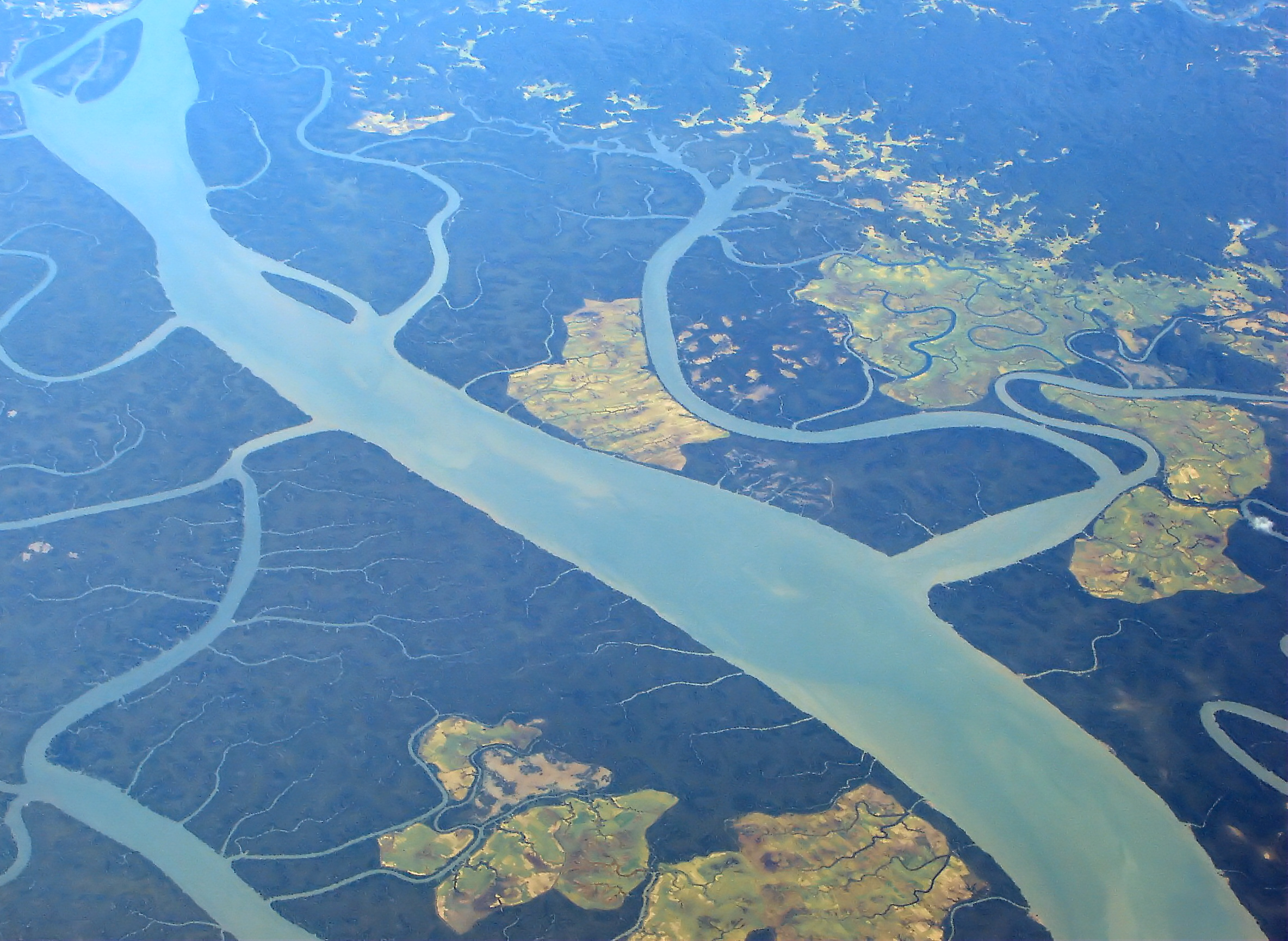
O rio, em 2005.

O rio Irauádi ou Irrauádi (birmanês: ဧရာဝတီ [ei: ra wa. ti mrac]; inglês: Irrawaddy ou Ayeyarwady) é o rio mais longo de Mianmar (Birmânia) e a via fluvial comercialmente mais importante do país, com uma comprimento de cerca de 2170 km e uma bacia hidrográfica de aproximadamente 411 000 km².

## Etimologia
A língua portuguesa recebeu o topônimo do francês ou do inglês Irrawaddy. Segundo algumas fontes, o termo naquelas línguas, por sua vez, é uma adaptação do sânscrito Iravati, nome de um rio sagrado e de uma deusa menor na mitologia hindu, ou de seu filho Airavata, o elefante de montaria de Indra.

## Geografia
O Irauádi é formado pela confluência, no norte de Mianmar, próximo à cidade de Myitkyina (estado de Kachin), dos rios Mali e Nmai (May). Outra fonte importante é o Tarong, que nasce no extremo sudeste do Tibete, no Himalaia. O Mali, a oeste, nasce na extremidade meridional do Himalaia, ao norte de Putao, e (da mesma forma que o Irauádi) é chamado Nam Kiu na língua shan.
Nos seus primeiros quilômetros, o Irauádi passa por terreno montanhoso, não muito longe da fronteira chinesa. Em seguida, cruza a grande planície central birmanesa, cortando o país de norte a sul, antes de desaguar no mar de Andamão (no oceano Índico), por meio de um delta de nove braços.
O afluente mais importante do Irauádi é o Chindwin. Outros tributários são o Mu e o Myitnge. O vale superior do rio detém o recorde pluviométrico mundial, com quase 11 m.

## Importância cultural e econômica

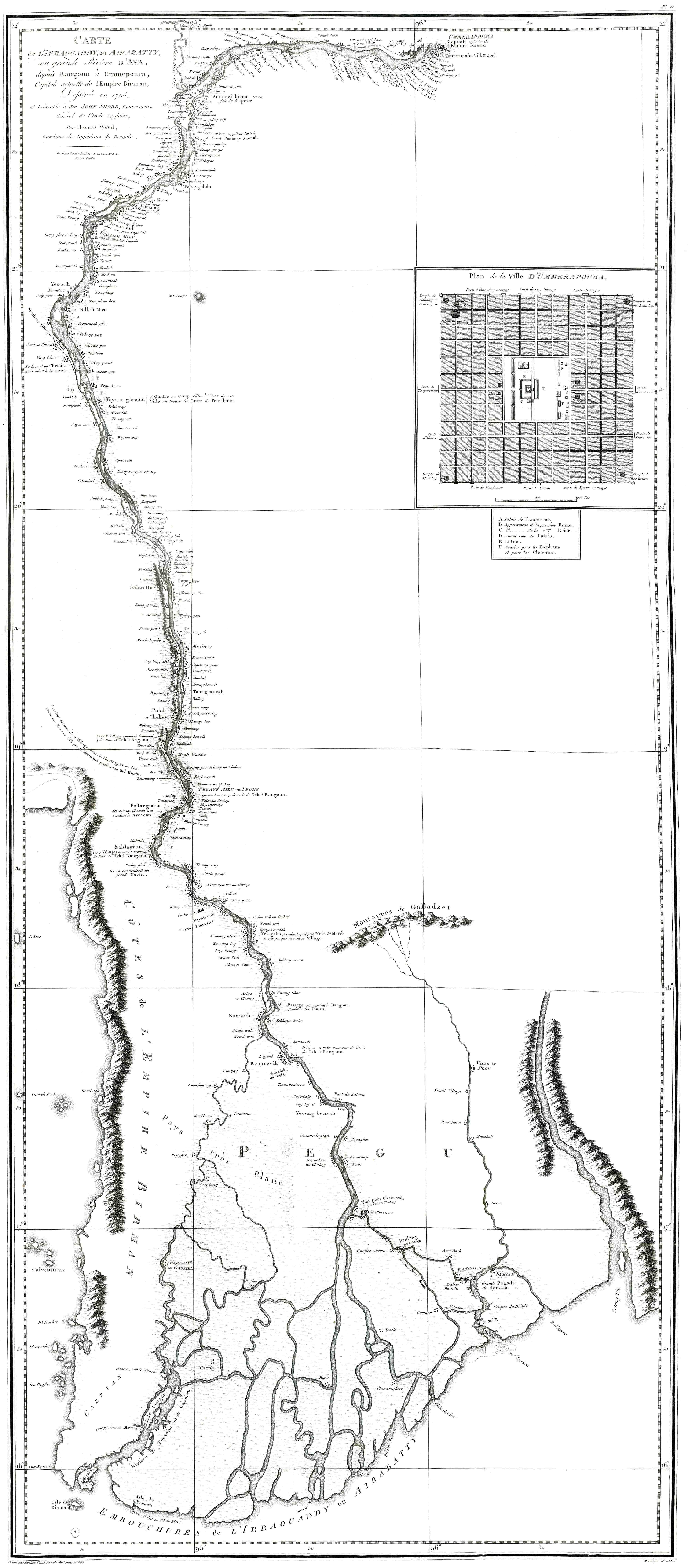
Carta do Rio "Irraouaddy". Desenhada em 1795, por Thomas Wood. In Relation de l'Ambassade anglaise envoyée dans le royaume d'Ava, par la major Michel Symes.Paris, Buisson, AN IX (1800)

A maioria da população birmanesa vive na bacia hidrográfica do Irauádi. Ao longo dos séculos, o rio foi a única grande via de comunicação entre o sul e o norte da Birmânia. Na época colonial, antes das estradas de ferro e dos automóveis, os britânicos chamavam-no de the road to Mandalay ("a estrada para Mandalay"). Ainda hoje, é o eixo principal entre as cidades mais importantes do país. O rio é acessível a navios até a altura de Bhamo, e a barcos menores até Myitkyina. A bacia hidrográfica do Irauádi é uma região relevante para o cultivo do arroz.